# WayForward Technologies
WayForward Technologies, Inc. is een Amerikaans computerspelontwikkelaar opgericht in 1990 door Voldi Way. Het bedrijf startte met het ontwikkelen van computerspellen voor spelcomputers als de Nintendo SNES en de Sega Mega Drive. In 1997 werd de computerspeltak van het bedrijf omgevormd naar dienstverlener voor uitgevers, naast hun werk voor diverse activa onder licentie.
WayForward heeft een aantal originele speltitels uitgebracht zoals de Shantae-serie, die voor het eerst uitkwam voor de Game Boy Color en werd gepubliceerd door Capcom. Momenteel werkt WayForward aan spellen voor de Nintendo 3DS en PlayStation Vita, WiiWare spellen voor de Nintendo Wii en Wii U, spellen voor pc, en andere gelicentieerde titels voor PlayStation Network en Xbox Live Arcade.

## Geschiedenis
WayForward Technologies werd opgericht in 1990 door Voldi Way als een onafhankelijke computerspelontwikkelaar. Het bedrijf richtte zich op software voor de SNES, Mega Drive, Game Gear, en de Game Boy Color.
In 1994 ging WayForward een partnerschap aan met American Education Publishing om zich te richten op het verder ontwikkelen van educatieve spellen. Dit bleek succesvol, en het bedrijf won hiermee innovatieprijzen tijdens de Consumer Electronics Show (CES) in 1995.
Op 1 april 2013 plaatste WayForward een verzonnen bericht over een computerspel in ontwikkeling, genaamd Cat Girl Without Salad!. Fans reageerden positief op dit bericht, wat uiteindelijk leidde tot de daadwerkelijke ontwikkeling van het spel.

## Ontwikkelde spellen
| Jaar | Titel                                                     | Platform(s)                                                     |
| ---- | --------------------------------------------------------- | --------------------------------------------------------------- |
| 1994 | Mickey's Ultimate Challenge                               | Mega Drive, SNES, Game Boy, Game Gear, Master System            |
| 2000 | Xtreme Sports                                             | Game Boy Color                                                  |
| 2000 | Bear in the Big Blue House: Bear’s Sense of Adventure     | Pc                                                              |
| 2001 | WWF Betrayal                                              | Game Boy Color                                                  |
| 2002 | Shantae                                                   | Game Boy Color                                                  |
| 2002 | Godzilla: Domination!                                     | Game Boy Advance                                                |
| 2002 | The Scorpion King: Sword of Osiris                        | Game Boy Advance                                                |
| 2004 | Ping Pals                                                 | Nintendo DS                                                     |
| 2005 | Sigma Star Saga                                           | Game Boy Advance                                                |
| 2006 | X-Men: The Official Game                                  | Game Boy Advance                                                |
| 2007 | Contra 4                                                  | Nintendo DS                                                     |
| 2009 | LIT                                                       | WiiWare, iOS, Android, pc                                       |
| 2009 | A Boy and His Blob                                        | Wii, PlayStation 4, PlayStation Vita, Xbox One, pc, OS X, Linux |
| 2010 | Batman: The Brave and the Bold                            | Nintendo DS, Wii                                                |
| 2010 | Shantae: Risky's Revenge                                  | DSiWare, iOS, PlayStation 4, pc                                 |
| 2012 | Double Dragon Neon                                        | Xbox 360, PlayStation 3, pc                                     |
| 2012 | Silent Hill: Book of Memories                             | PlayStation Vita                                                |
| 2012 | Mighty Switch Force! Hyper Drive Edition                  | Wii U, pc                                                       |
| 2013 | The Smurfs 2: The Video Game                              | PlayStation 3, Wii, Wii U, Xbox 360                             |
| 2013 | DuckTales: Remastered                                     | Wii U, Xbox 360, PlayStation 3, pc, iOS, Android, Windows Phone |
| 2013 | Adventure Time: Explore the Dungeon Because I Don't Know! | Wii U, PlayStation 3, Xbox 360, pc, 3DS                         |
| 2013 | Mighty Switch Force! 2                                    | Wii U, 3DS                                                      |
| 2014 | Transformers: Rise of the Dark Spark                      | Nintendo 3DS                                                    |
| 2014 | Shantae and the Pirate's Curse                            | 3DS, Wii U, pc                                                  |
| 2014 | Adventure Time: The Secret of the Nameless Kingdom        | PlayStation 3, PlayStation Vita, Xbox 360, 3DS, Windows         |
| 2014 | Teenage Mutant Ninja Turtles: Danger of the Ooze          | PlayStation 3, Xbox 360, 3DS                                    |
| 2015 | Adventure Time: Puzzle Quest                              | iOS, Android                                                    |
| 2015 | Goosebumps: The Game                                      | PlayStation 3, PlayStation 4, Xbox 360, Xbox One, 3DS, pc       |
| 2015 | Marvel Puzzle Quest                                       | PlayStation 3, PlayStation 4, Xbox 360, Xbox One                |
| 2015 | Descendants                                               | iOS, Android                                                    |
| 2016 | Cat Girl Without Salad!                                   | Windows                                                         |
| 2016 | Shantae: Half-Genie Hero                                  | Wii U, PlayStation 4, PlayStation Vita, Xbox One, pc, Switch    |
| 2017 | The Mummy Demastered                                      | Switch, PlayStation 4, Windows, Xbox One                        |
| 2019 | Shantae and the Seven Sirens                              | iOS, macOS, Windows, Switch, PlayStation 4, Xbox One            |